# بروس برادلی (ورزشکار)
بروس برادلی (انگلیسی: Bruce Bradley؛ زادهٔ january ۱۵, ۱۹۴۷ (۷۸ سال)) ورزشکار واترپلو اهل ایالات متحده آمریکا است.
وی در مسابقات کشوری و بین‌المللی در مجموع برندهٔ ۱ مدال برنز شده‌است.